# كوبر هوفمان

كوبر هوفمان هو ممثل أمريكي ولد في مارس 2003.

## روابط خارجية
- كوبر هوفمان على موقع IMDb (الإنجليزية)
- كوبر هوفمان على موقع ألو سيني (الفرنسية)
- كوبر هوفمان على موقع قاعدة بيانات الفيلم (الإنجليزية)